# Gare de Farád
La gare de Farád (en hongrois : Farád vasútállomás) est une halte ferroviaire hongroise, située à Farád.